# Михайлов Олександр Якович
Миха́йлов Олекса́ндр Я́кович (прізвище при народженні — Баранов) (рос. Михайлов Александр Яковлевич; нар. 5 жовтня 1944, ст. Олов'янна, Читинська область, Російська РФСР) — російський актор. Народний артист Росії (1992). Лауреат премії Ленінського комсомолу (1981), Державної премії Росії імені братів Васильєвих (1983).

## Освіта
У 1969 році закінчив Далекосхідний інститут мистецтв у Владивостоку.

## Вибрана фільмографія
| Рік  | Фільм                                         | Оригінальна назва                        | Роль                                      |
| ---- | --------------------------------------------- | ---------------------------------------- | ----------------------------------------- |
| 1975 | Здобудеш у бою                                |                                          |                                           |
| 1976 | Мене чекають на землі                         | рос. Меня ждут на земле                  | Георгій Станіцин, майор, командир екіпажу |
| 1980 | Білий сніг Росії                              | рос. Белый снег России                   | Олександр Алехін                          |
| 1980 | Крізь терни до зірок                          | рос. Через тернии к звёздам              | Олег Дреєр                                |
| 1982 | Додому!                                       | рос. Домой!                              | Олексій Іванов, капітан                   |
| 1984 | Любов і голуби                                | рос. Любовь и голуби                     | Василь Кузякін                            |
| 1986 | Зустрічна смуга                               | рос. Встречная полоса                    | Ігор Степанович Бєляєв                    |
| 2008 | Дідусь у подарунок                            | рос. Дедушка в подарок                   | Ян Ілліч                                  |
| 2015 | анімаційний фільм Незвичайна подорож Серафими | рос. Необыкновенное путешествие Серафимы | озвучував роль головного героя            |

## Погляди та висловлювання
У березні 2014 року підписав листа на підтримку політики президента Росії Володимира Путіна щодо російської військової інтервенції в Україну.
У подальшому також виступав на підтримку Володимира Путіна та російського імпералізму:

| «Володимир Володимирович — перший президент, який правильно хреститься. При ньому піднялося близько 140 монастирів і більше тисячі храмів. І Путіну явно допомагають вищі сили. Його вороги, що не визнали результати кримського референдуму, втратили обличчя.»Оригінальний текст (рос.) [«Владимир Владимирович — первый президент, который правильно крестится. При нем поднялось около 140 монастырей и более тысячи храмов. И Путину явно помогают высшие силы. Его враги, не признавшие результаты крымского референдума, потеряли лицо.»] Помилка: {{Lang}}: текст вже має курсивний шрифт (допомога) |
| «Не випадково Катерина Велика підписала Маніфест про приєднання Криму до Росії 230 років тому та рівно 23 роки минуло з тих пір, як Єльцин «подарував» Крим Україні. 23 сходинки вели до підвалу Іпатіївського будинку, стільки само кілометрів добиралися царствені мученики до Ганіної Ями. І, мабуть, не випадково геном людини складається з 23-х пар хромосомів, кров робить повний цикл в організмі за 23 секунди, похил земної осі до площини її обертання — 23 з половиною градуса.»Оригінальний текст (рос.) [«Не случайно Екатерина Великая подписала Манифест о присоединении Крыма к России 230 лет назад и ровно 23 года прошло с тех пор, как Ельцин «подарил» Крым Украине. 23 ступени вели в подвал Ипатьевского дома, столько же километров добирались царственные мученики до Ганиной Ямы. И, должно быть, не случайно геном человека состоит из 23 пар хромосом, кровь совершает полный оборот в организме за 23 секунды, наклон земной оси к плоскости ее вращения - 23 с половиной градуса.»] Помилка: {{Lang}}: текст вже має курсивний шрифт (допомога) |
28 грудня 2014 року влаштував творчій вечір у концертному залі Луганської філармонії. За словами Михайлова, його приїзд до окупованого Луганська не випадковий — актор прибув за покликом душі. Так само, як раніше він відвідував Придністров'я і Південну Осетію. Артист впевнений, що правда на боці так званої «ЛНР». Під час зустрічі Михайлов назвав себе колорадом: «Колорад, такий самий, як ви». Відвідав Михайлов і Донецьк
12 лютого 2015 року Служба безпеки України заборонила Олександру Михайлову в'їзд до України.